# Kanō Mitsunobu
Kanō Mitsunobu (japanisch 狩野 光信, Rufname: Genshirō (源四郎), später Ukyō-no-shin (右京進); geb. 1565, nach anderen Quellen 1561, in Kyōto; gest. 15. Juli 1608 ?) war der älteste Sohn von Kanō Eitoku, also ein japanischer Maler der Kanō-Schule.

## Leben und Werk
Als Sohn von Eitoku und später dessen Nachfolger als 6. Oberhaupt der Kanō-Familie unterstützte er seinen Vater frühzeitig in dessen künstlerischen Unternehmungen wie Gestaltung von Stellschirmen und Wandmalereien (障壁画, Shōheki-ga) für die Burg Azuchi. Nach dem Tode seines Vaters im Jahr 1590 schloss er sich seinem Onkel Kanō Sōshū und Kanō Sanraku an und beteiligte so an der Etablierung und Ausweitung der Kanō-Schule.
1592, als der Machthaber im Lande Toyotomi Hideyoshi die Burg Nagoya als Operationsbasis für seine Invasion in Korea ausbaute, wurde Mitsunobu damit beauftragt, die Schiebetüren in den wichtigsten Räumen bildlich, also Fusuma-e (襖絵),  zu gestalten. Er soll auch für die Tokugawa-Familie gearbeitet haben, als diese Hideyoshi ablöste und an die Macht kam. 1608 reiste Mitsunobu auf Anweisung des Tokugawa-Shogunats nach Edo. Auf dem Wege zurück nach Kyoto soll er in Kuwana erkrankt und gestorben sein.
Nur wenige seiner Werke existieren noch, aber sie zeigen, dass er im Unterschied zu den dynamisch gestalteten Werken seines Vaters Eitoku sich um einen mehr lyrischen Stil bemühte, reich an Farbe und mit Anklängen an die Malerei des traditionelle Yamato-e.
Zu den bekanntesten Werken Mitsunobus zählen die Wandmalereien und Malereien auf Schiebetüren im Kangaku-in, einem Untertempel des Onjō-ji (Mii-dera) in der Stadt Ōtsu.

## Bilder

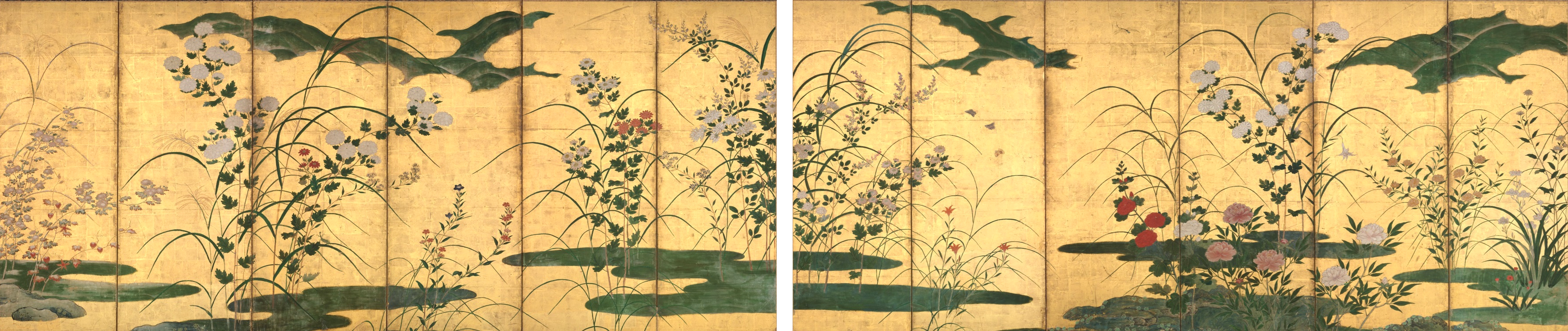
Stellschirm-Paar, im Besitz des Metropolitan Museum of Art